# Pelidnota perplexa
Pelidnota perplexa es una especie de escarabajo del género Pelidnota, familia Scarabaeidae. Fue descrita científicamente por Hardy en 1975.
Especie nativa de la región neotropical. Habita en México.